# Great Ashfield
Great Ashfield est un village et une paroisse civile du Suffolk, en Angleterre.